# Cacocum
Cacocum är en ort i Kuba.   Den ligger i provinsen Provincia de Holguín, i den östra delen av landet, 700 km öster om huvudstaden Havanna. Cacocum ligger 74 meter över havet och antalet invånare är 42 623.
Terrängen runt Cacocum är platt. Runt Cacocum är det ganska glesbefolkat, med 47 invånare per kvadratkilometer. Närmaste större samhälle är Holguín, 18,0 km norr om Cacocum. Trakten runt Cacocum består till största delen av jordbruksmark.